# Veluws Dagblad
Het Veluws Dagblad was een krant die in de streek rond Harderwijk verscheen, als kopblad van de toenmalige Amersfoortsche Courant. De krant kende twee edities: Harderwijk en Barneveld. Het kantoor was gevestigd in Harderwijk. Later, bij een van de vele fusies binnen de krantenwereld, ging het Veluws Dagblad op in de Stentor.